# Andriej Finonczenko
Andriej Finonczenko (ur. 21 czerwca 1982 w Karagandzie) – kazachski piłkarz, grający w klubie Szachtior Karaganda. Występuje na pozycji napastnika. W reprezentacji Kazachstanu zadebiutował w 2003 roku. Dotychczas rozegrał w niej 15 meczów, w których zdobył dwie bramki (stan na 13.07.2013r.).